# Аквилия (съпруга на Публий Метилий Секунд)
Вижте пояснителната страница за други личности с името Аквилия.
Аквилия (на латински: Aquilia) е знатна римлянка от 1 век. Произлиза от старата фамилия Аквилии. Вероятно е роднина на Квинт Аквилий Нигер (консул 117 г.).
Тя се омъжва за Публий Метилий Секунд (суфектконсул 123 г.), син на Публий Метилий Непот (суфектконсул 103 г.), произлизащ от Транспадана в Цизалпийска Галия (Северна Италия). Двамата имат син Марк Метилий Аквилий Регул с пълното име Marcus Metilius Aquillius Regulus Nepos Volusius Torquatus Fronto (консул 157 г.).